# Championnat d'Espagne de football de deuxième division 1935-1936
Navigation
Segunda División 1934-35 Segunda División 1939-40
Le championnat d'Espagne de football de deuxième division 1935-1936 est la 8e édition du championnat. Organisé par la Fédération espagnole de football, le championnat se déroule du 10 novembre 1935 au 19 avril 1936. C'est la dernière édition du championnat avant la fin de la guerre d'Espagne.
La compétition est remportée par le Club Celta, qui devance, lors de la phase de promotion, le Saragosse FC aux points obtenus en confrontations directes puisque les deux équipes ont terminés avec le même nombre de points. Ces deux clubs sont promus en première division.

## Règlement de la compétition
Comme la saison précédente, la compétition se déroule en deux phases. 
La première phase regroupent les vingt-quatre participants, répartis en trois groupes de huit. La compétition se déroule selon un système de ligue, où les huit équipes s'affrontent à deux reprises, une fois à domicile et une fois à l'extérieur, soit un total de quatorze matches. L'ordre des matches est déterminé par un tirage au sort avant le début de la compétition.
Le classement final est établi sur le nombre des points obtenus lors de chaque rencontre, à raison de deux points par match gagné, un pour un match nul et aucun pour une défaite. Si, à la fin de la première phase, deux équipes ont le même nombre de points, les critères établis par le règlement pour départager les équipes sont les suivants :
1. Les confrontations directes entre les équipes à égalité.
2. Si l'égalité persiste, celui qui a la meilleure différences de buts.

Les deux premiers de chaque groupe se qualifient pour la phase de promotion du championnat, tandis que les deux derniers de chaque groupe devaient initialement être relégués en ligues régionales, mais la fédération décide de restructurer le championnat après la guerre civile. La phase de promotion est composée de six équipes et se déroule sur les mêmes critères que la première phase. Mais contrairement à la saison précédente, les résultats de la première phase des équipes du même groupe ne sont pas conservés. Les deux premiers sont promus en première division.

## Équipes participantes
| Clubs                      | Ville      | Stade            |
| -------------------------- | ---------- | ---------------- |
| Club Celta                 | Vigo       | Balaídos         |
| Deportivo La Corogne       | La Corogne | Riazor           |
| CD Nacional de Madrid (es) | Madrid     | El Parral        |
| Saragosse FC               | Saragosse  | Torrero          |
| Sporting de Gijón          | Gijón      | El Molinón       |
| Stadium Avilesino          | Avilés     | Las Arobias      |
| Unión SC (es)              | Vigo       | Campo da Florida |
| Valladolid Deportivo       | Valladolid | Sociedad Taurina |

| \| Celta La Corogne Nacional Saragosse Sporting Avilesino Unión Valladolid \| Localisation des clubs engagés dans le groupe 1. |
| Celta La Corogne Nacional Saragosse Sporting Avilesino Unión Valladolid                                                        |

| Celta La Corogne Nacional Saragosse Sporting Avilesino Unión Valladolid |

| Clubs              | Ville           | Stade        |
| ------------------ | --------------- | ------------ |
| Arenas Club        | Guecho          | Ibaiondo     |
| FC Badalona        | Badalone        | Sant Adrià   |
| Baracaldo FC       | Baracaldo       | Lasesarre    |
| Donostia FC        | Saint-Sébastien | Atocha       |
| Gerona FC          | Gérone          | Vista Alegre |
| CE Júpiter         | Barcelone       | Lope de Vega |
| CS Sabadell        | Sabadell        | Creu Alta    |
| Unión Club de Irun | Irun            | Stadium Gal  |

| \| Arenas Badalona Baracaldo Donostia Gerona Júpiter Sabadell Unión \| Localisation des clubs engagés dans le groupe 2. |
| Arenas Badalona Baracaldo Donostia Gerona Júpiter Sabadell Unión                                                        |

| Arenas Badalona Baracaldo Donostia Gerona Júpiter Sabadell Unión |

| Clubs              | Ville                | Stade            |
| ------------------ | -------------------- | ---------------- |
| Elche FC           | Elche                | Altabix          |
| Gimnástico FC (es) | Valence              | Vallejo          |
| Levante FC         | Valence              | Hondo del Grao   |
| CD Malacitano (es) | Málaga               | Baños del Carmen |
| SCD Mirandilla     | Cadix                | Mirandilla       |
| Murcie FC          | Murcie               | La Condomina     |
| Recreativo Grenade | Grenade              | Los Cármenes     |
| Xerez FC (es)      | Jerez de la Frontera | Domecq           |

| \| Elche Gimnástico Levante Malacitano Mirandilla Murcie Grenade Xerez \| Localisation des clubs engagés dans le groupe 3. |
| Elche Gimnástico Levante Malacitano Mirandilla Murcie Grenade Xerez                                                        |

| Elche Gimnástico Levante Malacitano Mirandilla Murcie Grenade Xerez |

## Compétition

### Première phase

#### Groupe 1

##### Classement
| Rang | Équipe                     | Pts | J  | G | N | P  | Bp | Bc | Diff |
| ---- | -------------------------- | --- | -- | - | - | -- | -- | -- | ---- |
| 1    | Club Celta                 | 18  | 14 | 8 | 2 | 4  | 43 | 24 | +19  |
| 2    | Saragosse FC               | 18  | 14 | 7 | 4 | 3  | 30 | 11 | +19  |
| 3    | Sporting de Gijón          | 16  | 14 | 6 | 4 | 4  | 32 | 26 | +6   |
| 4    | Valladolid Deportivo       | 16  | 14 | 6 | 4 | 4  | 32 | 26 | +6   |
| 5    | Stadium Avilesino          | 14  | 14 | 6 | 2 | 6  | 26 | 41 | -15  |
| 6    | CD Nacional de Madrid (es) | 13  | 14 | 6 | 1 | 7  | 34 | 27 | +7   |
| 7    | Deportivo La Corogne       | 11  | 14 | 4 | 3 | 7  | 19 | 35 | -16  |
| 8    | Unión SC (es) P            | 7   | 14 | 3 | 1 | 10 | 26 | 51 | -25  |

Qualification et relégation
- 1er et 2e : qualification pour la phase de promotion
- 7e : repêchage
- 6e et 8e : relégation en ligues régionales

Abréviations
- P : Promu de ligues régionales

1. 1 2  Le CD Nacional de Madrid (es) est dissous en 1939 après la guerre civile. Le Deportivo La Corogne, initialement relégué, reprend sa place en deuxième division.

##### Résultats
| Résultats (▼dom., ►ext.)                                   | CEL | DEP | NAC | SAR | SPO | STA | UNI | VLL |
| Club Celta                                                 |     | 5-0 | 5-2 | 2-1 | 2-1 | 6-3 | 6-1 | 8-1 |
| Deportivo La Corogne                                       | 2-1 |     | 2-2 | 0-0 | 0-3 | 3-1 | 4-1 | 2-1 |
| CD Nacional de Madrid (es)                                 | 5-1 | 4-0 |     | 0-1 | 5-1 | 5-0 | 3-0 | 0-1 |
| Saragosse FC                                               | 1-1 | 3-1 | 3-0 |     | 4-0 | 6-0 | 6-1 | 3-0 |
| Sporting de Gijón                                          | 1-1 | 2-2 | 3-2 | 3-0 |     | 1-1 | 6-0 | 2-0 |
| Stadium Avilesino                                          | 2-1 | 2-0 | 5-1 | 2-1 | 2-4 |     | 2-1 | 1-1 |
| Unión SC (es)                                              | 2-3 | 5-3 | 3-4 | 0-0 | 5-3 | 2-5 |     | 4-2 |
| Valladolid Deportivo                                       | 2-1 | 5-0 | 2-1 | 1-1 | 2-2 | 9-0 | 4-1 |     |
| - Victoire à domicile - Match nul - Victoire à l'extérieur |     |     |     |     |     |     |     |     |

#### Groupe 2

##### Classement
| Rang | Équipe             | Pts | J  | G  | N | P | Bp | Bc | Diff |
| ---- | ------------------ | --- | -- | -- | - | - | -- | -- | ---- |
| 1    | Gerona FC          | 21  | 14 | 10 | 1 | 3 | 33 | 13 | +20  |
| 2    | Arenas Club R      | 20  | 14 | 9  | 2 | 3 | 33 | 28 | +5   |
| 3    | Baracaldo FC       | 17  | 14 | 8  | 1 | 5 | 32 | 24 | +8   |
| 4    | FC Badalona        | 12  | 14 | 5  | 2 | 7 | 25 | 29 | -4   |
| 5    | CS Sabadell        | 12  | 14 | 5  | 2 | 7 | 25 | 26 | -1   |
| 6    | Donostia FC R      | 12  | 14 | 5  | 2 | 7 | 24 | 34 | -10  |
| 7    | CE Júpiter         | 10  | 14 | 4  | 2 | 8 | 23 | 35 | -12  |
| 8    | Unión Club de Irun | 8   | 14 | 3  | 2 | 9 | 22 | 28 | -6   |

Qualification et relégation
- 1er et 2e : qualification pour la phase de promotion
- 7e : relégation en ligues régionales
- 8e : repêchage

Abréviations
- R : Relégués de Primera División 1934-1935

1. ↑  L'Unión Club de Irun est repêché après décision de la fédération après la guerre civile.

##### Résultats
| Résultats (▼dom., ►ext.)                                   | ARE | BAD | BAR | DON | GER | JUP | SAB | UNI |
| Arenas Club                                                |     | 1-0 | 2-4 | 2-0 | 3-1 | 5-3 | 2-2 | 3-0 |
| FC Badalona                                                | 2-5 |     | 6-2 | 3-1 | 1-2 | 4-2 | 3-0 | 2-1 |
| Baracaldo FC                                               | 1-2 | 1-0 |     | 7-0 | 3-0 | 1-0 | 2-0 | 2-2 |
| Donostia FC                                                | 2-3 | 2-2 | 5-1 |     | 3-2 | 3-2 | 4-2 | 2-1 |
| Gerona FC                                                  | 4-0 | 5-0 | 3-2 | 2-0 |     | 4-0 | 0-0 | 2-0 |
| CE Júpiter                                                 | 1-1 | 4-1 | 3-1 | 0-0 | 0-3 |     | 3-2 | 4-1 |
| CS Sabadell                                                | 6-1 | 2-0 | 1-3 | 4-2 | 0-2 | 3-0 |     | 3-1 |
| Unión Club de Irun                                         | 2-3 | 1-1 | 0-2 | 3-0 | 1-3 | 6-1 | 3-0 |     |
| - Victoire à domicile - Match nul - Victoire à l'extérieur |     |     |     |     |     |     |     |     |

#### Groupe 3

##### Classement
| Rang | Équipe             | Pts | J  | G  | N | P | Bp | Bc | Diff |
| ---- | ------------------ | --- | -- | -- | - | - | -- | -- | ---- |
| 1    | Murcie FC          | 21  | 14 | 10 | 1 | 3 | 29 | 15 | +14  |
| 2    | Xerez FC (es) P    | 18  | 14 | 8  | 2 | 4 | 25 | 13 | +12  |
| 3    | Levante FC         | 16  | 14 | 7  | 2 | 5 | 35 | 22 | +13  |
| 4    | Gimnástico FC (es) | 13  | 14 | 4  | 5 | 5 | 18 | 20 | -2   |
| 5    | CD Malacitano (es) | 12  | 14 | 6  | 0 | 8 | 21 | 22 | -1   |
| 6    | Recreativo Grenade | 11  | 14 | 4  | 3 | 7 | 20 | 23 | -3   |
| 7    | SCD Mirandilla P   | 11  | 14 | 5  | 1 | 8 | 22 | 30 | -8   |
| 8    | Elche FC           | 10  | 14 | 4  | 2 | 8 | 19 | 44 | -25  |

Qualification et relégation
- 1er et 2e : qualification pour la phase de promotion
- 7e et 8e : repêchage

Fusion
- 3e et 4e : fusion pour former l'UD Levante-Gimnástico[n 1]

Abréviations
- P : Promus de ligues régionales

1. 1 2 3  En 1939, le Levante FC, 3e, fusionne avec le Gimnástico FC (es), 4e, pour former l'UD Levante-Gimnástico[1].
2. 1 2  Le SCD Mirandilla et l'Elche FC sont repêchés après décision de la fédération après la guerre civile.

##### Résultats
| Résultats (▼dom., ►ext.)                                   | ELC | GIM | LEV | MAL | MIR | MUR | REC | XER |
| Elche FC                                                   |     | 2-2 | 5-4 | 3-1 | 3-1 | 2-4 | 1-0 | 1-1 |
| Gimnástico FC (es)                                         | 1-0 |     | 1-1 | 2-0 | 2-0 | 1-1 | 4-1 | 1-1 |
| Levante FC                                                 | 5-1 | 2-1 |     | 1-0 | 7-2 | 4-0 | 3-1 | 2-0 |
| CD Malacitano (es)                                         | 4-1 | 4-2 | 3-2 |     | 4-1 | 0-1 | 2-1 | 2-1 |
| SCD Mirandilla                                             | 6-0 | 3-1 | 2-1 | 1-0 |     | 0-1 | 2-2 | 2-1 |
| Murcie FC                                                  | 7-0 | 3-0 | 2-0 | 2-0 | 4-1 |     | 2-1 | 2-0 |
| Recreativo Grenade                                         | 3-0 | 0-0 | 2-2 | 2-0 | 2-1 | 4-0 |     | 0-1 |
| Xerez FC (es)                                              | 5-0 | 2-0 | 2-1 | 2-1 | 2-0 | 2-0 | 5-1 |     |
| - Victoire à domicile - Match nul - Victoire à l'extérieur |     |     |     |     |     |     |     |     |

### Phase de promotion

#### Classement
| Rang | Équipe          | Pts | J  | G | N | P | Bp | Bc | Diff |
| ---- | --------------- | --- | -- | - | - | - | -- | -- | ---- |
| 1    | Club Celta      | 13  | 10 | 6 | 1 | 3 | 29 | 12 | +17  |
| 2    | Saragosse FC    | 13  | 10 | 6 | 1 | 3 | 19 | 16 | +3   |
| 3    | Arenas Club R   | 11  | 10 | 5 | 1 | 4 | 16 | 13 | +3   |
| 4    | Murcie FC       | 9   | 10 | 3 | 3 | 4 | 11 | 12 | -1   |
| 5    | Gerona FC       | 7   | 10 | 2 | 3 | 5 | 8  | 20 | -12  |
| 6    | Xerez FC (es) P | 7   | 10 | 3 | 1 | 6 | 17 | 27 | -10  |

Promotion
- 1er et 2e : promotion en Primera División

Abréviations
- R : Relégué de Primera División 1934-1935
- P : Promu de ligues régionales

#### Résultats
| Résultats (▼dom., ►ext.)                                   | ARE | CEL | GER | MUR | SAR | XER |
| Arenas Club                                                |     | 5-1 | 3-0 | 1-0 | 2-0 | 4-1 |
| Club Celta                                                 | 6-1 |     | 3-0 | 2-0 | 7-0 | 5-0 |
| Gerona FC                                                  | 0-0 | 2-0 |     | 1-1 | 0-2 | 2-1 |
| Murcie FC                                                  | 1-0 | 1-1 | 2-0 |     | 1-1 | 5-2 |
| Saragosse FC                                               | 1-0 | 2-1 | 5-0 | 3-0 |     | 5-1 |
| Xerez FC (es)                                              | 3-0 | 1-3 | 3-3 | 1-0 | 4-0 |     |
| - Victoire à domicile - Match nul - Victoire à l'extérieur |     |     |     |     |     |     |

## Bilan de la saison
| Championnat d'Espagne de football de deuxième division 1935-1936 |                            |
| Champion                                                         | Club Celta (1er titre)     |
| Dauphin                                                          | Saragosse FC               |
| Promotions et relégations                                        |                            |
| Promus en Primera División                                       | Club Celta                 |
| Promus en Primera División                                       | Saragosse FC               |
| Relégués en Segunda División                                     | CA Osasuna                 |
| Promus en Segunda División                                       | Deportivo Alavés           |
| Promus en Segunda División                                       | Alicante FC                |
| Promus en Segunda División                                       | CD Republicano (es)        |
| Promus en Segunda División                                       | Cartagena FC (es)          |
| Promus en Segunda División                                       | CD Castellón               |
| Promus en Segunda División                                       | Ceuta SC (es)              |
| Promus en Segunda División                                       | Constancia FC              |
| Promus en Segunda División                                       | Club Erandio               |
| Promus en Segunda División                                       | AD Ferroviaria (es)        |
| Promus en Segunda División                                       | Granollers SC (es)         |
| Promus en Segunda División                                       | Imperial FC (es)           |
| Promus en Segunda División                                       | Imperio FC (es)            |
| Promus en Segunda División                                       | CD Majorque                |
| Promus en Segunda División                                       | Onuba FC                   |
| Promus en Segunda División                                       | RD Oriamendi (en)          |
| Promus en Segunda División                                       | Racing FC (es)             |
| Promus en Segunda División                                       | Racing Ferrol              |
| Promus en Segunda División                                       | UD Salamanque              |
| Promus en Segunda División                                       | Sestao SC                  |
| Promus en Segunda División                                       | EHA Tánger (es)            |
| Promus en Segunda División                                       | CD Torrelavega             |
| Relégués en ligues régionales                                    | CD Nacional de Madrid (es) |
| Relégués en ligues régionales                                    | Unión SC (es)              |
| Relégués en ligues régionales                                    | CE Júpiter                 |

1. ↑  Le Club Deportivo Republicano est renommé Burjasot Fútbol Club en 1939.
2. ↑  Le Granollers Sport Club est renommé Club Deportivo Granollers en 1939.